# Ataúlfo Serafín Pérez Aznar
Ataúlfo Serafín Pérez Aznar (Lezama, 9 de noviembre de 1910 - La Plata, 13 de noviembre de 1994), fue un intelectual, educador y político argentino, perteneciente a la Unión Cívica Radical, Unión Cívica Radical Intransigente y Partido Intransigente (del cual formó parte de su creación).

## Biografía
Nació el 9 de noviembre de 1910 en la Escuela de Lezama ―que años antes se llamaba Escuela de Chascomús y donde su madre se desempeñaba como directora―, ubicada a 31 km al sur del pueblo de Chascomús y a 162 km al sur de la ciudad de Buenos Aires. Hijo de Serafín Pérez y Sabina Aznar, dos inmigrantes españoles. A los pocos años de edad, la familia se muda a Bahía Blanca (680 km al suroeste de Buenos Aires). En 1924 aproximadamente se mudó a la ciudad de La Plata para ingresar como pupilo en el Colegio Nacional Rafael Hernández, donde no solo termina sus estudios secundarios, sino que es donde inicia su interés y actividad política defendiendo los principios reformistas y antifascistas.
Comienza su vida política desde muy temprana edad. En 1928, con dieciocho años, hacía campaña desde el tren en apoyo a la segunda candidatura presidencial de Hipólito Yrigoyen.
Ingresó en el mundo universitario de la Universidad Nacional de La Plata (UNLP) en la carrera de Medicina, la cual abandonó al poco tiempo, para inscribirse en 1931 en la carrera de Derecho. Finalizados sus estudios, ejerció la profesión altamente relacionado con la política. En su época de estudiante universitario continuó con su actividad política de diversas formas: fue representante estudiantil en el Consejo Superior de la UNLP y vicepresidente de la Federación Universitaria Argentina, así como también participó de los Centros de Acción Política, ámbito del cual surgió FORJA, donde entabló amistad con personalidades como
René Orsi,
Moisés Lebensohn,
Julio Oyhanarte y
Ricardo Sangiácomo,
entre otros.
Afecto al arte, a la arquitectura y a las antigüedades, en los años 1930 compra en un remate el casco de la estancia Las Rosas, una de las tres estancias prefundacionales de La Plata que se iba a demoler. Allí construye lo que será su obra más importante y que constituye luego uno de sus legados, la biblioteca. Según varios bibliotecólogos, es una de las pocas bibliotecas diseñadas por un político, y en este caso, por un político con una mirada latinoamericanista. Se constituye de más de 50 000 ejemplares y de varias salas organizadas por diversos criterios. En la biblioteca se percibe una visión de su perspectiva política, muy vinculada a su concepción nacional y continental. Una sala de patriotas latinoamericanos, otra del liberalismo europeo que promovió a la Revolución francesa.
En los años 1950 contrajo nupcias con Zulema Senin, abogada y profesora de literatura; con quien conformó una familia y tuvo tres hijos y numerosos nietos.
Falleció en La Plata, el 13 de noviembre de 1994.
En 1999, cumplido un lustro de su fallecimiento, la municipalidad de La Plata (encabezada por el intendente Julio Alak) accedió al pedido de familiares, amigos y colegas ―como René Orsi, Aldo Ferrer y Alberto S. Kornzaft― para dar nombre de Dr. Ataúlfo Pérez Aznar a la plazoleta ubicada en la intersección de las calles 5, 46 y diagonal 77 (ubicada a pocos metros de dónde había transitado sus últimos años de vida).
En el acto inaugural se instaló una placa: Plazoleta Dr. Ataúlfo Pérez Aznar.

## Actividad política

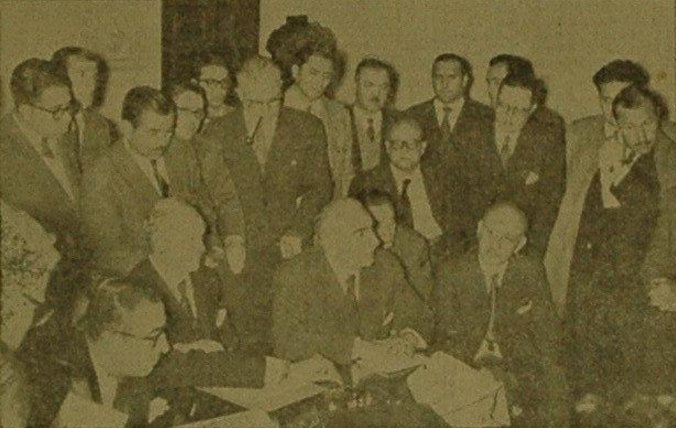
El político Oscar Alende y el bloque de la UCRI (Unión Cívica Radical Intransigente) en conferencia de prensa luego de su retiro de la Convención Constituyente de 1957 (30 de agosto de 1957).

En 1946 asumió como diputado bonaerense por la Unión Cívica Radical, representando a la capital. Ejerció con ímpetu su rol de diputado, con una asistencia casi perfecta a las sesiones y participando activamente de las mismas. Su desempeño en cuanto a creación de nuevas leyes estuvo fuertemente ligado a temas de educación, arte y cultura; (entre las leyes más destacadas se puede nombrar la creación de una ciudad universitaria en la zona del Bosque de La Plata).
Participó de la Reforma Constitucional de 1949, como convencional constituyente por la minoría (UCR). El 30 de abril de 1950 finalizó su labor como diputado provincial.
Durante 1955 ejerció el cargo de rector del Colegio Nacional de La Plata.
En 1956, al poco tiempo de haber nacido su segundo hijo, participó del congreso de la UCR en San Miguel de Tucumán, en la cual la misma se divide en dos secciones, y Pérez forma parte del grupo dirigido por Arturo Frondizi que fundó la Unión Cívica Radical Intransigente (UCRI).
Ya como integrante de la UCRI, y junto a Oscar Alende, trabaja en las sesiones preparatorias de la Reforma Constitucional de 1957, pero no participa en las sesiones oficiales.
El 2 de mayo de 1958 ―apenas inició la presidencia de Arturo Frondizi, con el peronismo proscrito―, Pérez asume como ministro de Educación bonaerense, junto al flamante gobernador de la provincia de Buenos Oscar Alende, y al ministro de Hacienda Aldo Ferrer.

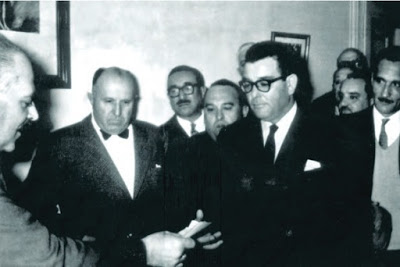
El ministro de Educación de la provincia de Buenos Aires, Ataúlfo Pérez, hace entrega del cheque al Sr. Ignacio Marcaida, destinado a la compra del inmueble para la creación de la Universidad Provincial de Mar del Plata (agosto de 1961).

En el año 1961, en su rol de ministro de Educación bonaerense, es uno de los principales propulsores de la creación de la Universidad Provincial de Mar del Plata (que posteriormente devendría en Universidad Nacional de Mar del Plata). En agosto de 1961, hizo entrega de un cheque para la compra del edificio destinado a dicha institución (ver imagen), que se inauguró el 19 de octubre de 1961, bajo la promulgación del decreto provincial n.º 11.723.
Se convirtió en el primer rector de esa universidad provincial.
El 30 de agosto de 1961 asumió como senador nacional, en reemplazo del fallecido Rocha Errecart. Su cargo finalizó el 6 de septiembre de 1962 debido al golpe de Estado que derrocó a Frondizi y entronó a José María Guido.
El 26 de abril de 1965 ― durante la presidencia de Arturo Umberto Illia ― Pérez asumió como diputado nacional por la provincia de Buenos Aires (en representación de la UCRI), hasta el 30 de abril de 1969, aunque su cargo se vio interrumpido por el golpe de Estado del 29 de junio de 1966, que derrocó a Illia y entronó al general Juan Carlos Onganía.
En el marco de la sanguinaria dictadura cívico-militar (1976-1983), y en concordancia con sus pensamientos y convicciones, Pérez fue parte firmante de la Solicitada del 12 de agosto de 1980, en la que cual se realizó un pedido público por los ciudadanos desaparecidos, propulsada por Jorge Luis Borges; y en la cual participaron personalidades como
Adolfo Bioy Casares,
Oscar Alende,
Héctor Agosti,
Raúl Alfonsín,
Ernesto Sábato,
Vicente Solano Lima, entre otros.

## Actividad docente
En su vida docente obtuvo por concurso las cátedras de Derecho Constitucional y Derecho Público Provincial y Municipal en la Facultad de Derecho de La Plata. En esta última, formó parte del cuerpo docente, de manera ininterrumpida, entre los años 1951 y 1970, junto a personalidades como
Segundo V. Linares Quintana,
Ítalo Argentino Lúder,
Julio Oyhanarte y
Arturo Sampay,
entre otros.
Asimismo, durante los años 1960 sucedió a Silvio Frondizi en la cátedra de Derecho Político en la Facultad de Derecho de la UNLP.
La Facultad de Derecho de Buenos Aires (UBA), también fue parte de su trayectoria docente: en la misma, se desarrolló como profesor en la cátedra de Derecho Constitucional.
Del mismo modo, y luego de haber sido promotor y rector de la Universidad de Mar del Plata; se desempeñó en la misma institución como docente de las Cátedras de Teoría del Estado y Derecho Constitucional.
No obstante, no todo su trabajo estuvo relacionado con el Derecho, también fue designado (por concurso) profesor de Historia Argentina Contemporánea en lo que en su momento fue la Escuela de Periodismo de La Plata (hoy Facultad de Periodismo y Comunicación Social), siendo luego Director y promotor de nuevos planes de enseñanza en esa casa de estudios.
En conclusión, su actividad docente se manifestó en el terreno de la investigación en múltiples cursos y conferencias, y en la publicación de diversos trabajos.

## Últimos años
Dedicó sus últimos años, fuera de la actividad política institucional, a la academia como profesor de diferentes materias relacionadas al derecho en las universidades de La Plata, Buenos Aires y Mar del Plata; simultáneamente se aboca a la escritura y a la formación de jóvenes cuadros políticos, convirtiéndose en un referente del Partido intransigente (PI).

## Publicaciones
- 1939: «Joaquín V. González». Artículo en Revista Humanidades (La Plata, 1921), 27: 333-344.[8]
- 1955: «Bases federalistas de la doctrina radical», artículo publicado en Definiciones radicales, escrito por Ataúlfo Pérez, Alfredo Domingo Calcagno, Gabriel del Mazo, Arturo Frondizi, Federico Monjardín y Julio Oyhanarte.[9]
- 1966: «La política tradicional y la Argentina moderna», artículo publicado en Revista de la Universidad, pág. 20-21, enero de 1966 - julio de 1967, Universidad Nacional de La Plata.
- 1967: «La inauguración de nuestra universidad por la provincia», artículo publicado el 19 de noviembre de 1967 en el diario El Día (La Plata),
- 1968: «La política tradicional y la Argentina moderna».
- 1975: Temas de historia y política argentina. Buenos Aires: Platero, 1975.[10]
- 1984: «Grandes ciclos de nuestra historia institucional», artículo publicado en: Demaría Massey de Ferre, María Elena (directora): Aportes para la reforma de la Constitución de la provincia de Buenos Aires. Buenos Aires: Primer Congreso Bonaerense de Derecho Público Provincial Juan Bautista Alberdi, volumen 1; 1984.[11]

## Trabajos en docencia y educación
- Años 1930: preceptor en el Colegio Nacional Rafael Hernández, de La Plata;
- 1945: secretario interino de la Escuela Graduada Joaquín V. González, anexa de la ciudad de La Plata
- 1957-1959: rector del Colegio Nacional Rafael Hernández
- 1962: primer rector de la Universidad Provincial de Mar del Plata (que más tarde se convertirá en la Universidad Nacional de Mar del Plata;
- profesor en la Facultad de Derecho de la UNLP;
- 1970-1971: director de la Escuela Superior de Periodismo de La Plata;[12][13]